# ゾウリエビ
ゾウリエビ（草履海老、学名：Parribacus japonicus）はセミエビ科に分類されるエビの1種。南日本の浅い海に生息し、イセエビなどと同様食用に漁獲される。

## 特徴
成体は体長15cmほどで、やや中央部が盛り上がるものの、上から押しつぶされたように平たい長円形の体型で、和名通り「草履」に似る。体表は厚く堅い外骨格に覆われ、表面には顆粒状突起と短毛が密生してつやがない。体色は黒褐色、黄褐色、灰白色など変異があり、大小のまだら模様がある。
他のセミエビ科のエビ類と同様に第2触角は第2、第4節が板状に発達し、外縁に鋸状の歯がそれぞれ8 - 9個並ぶ。頭胸甲の横には8個の歯が並び、このうち2番目と3番目の間が内側に深く切れこむ。歩脚は太いが短く、上から見た際に外縁から少しはみ出る程度である。
房総半島から九州までの太平洋岸と南西諸島、台湾まで分布する。
水深10 - 30mほどの、浅い海の岩礁やサンゴ礁に生息し、イセエビやセミエビと同様の生活をする。昼は岩陰に隠れて休み、夜に活動して貝類や甲殻類などの小動物を捕食する。
イセエビと同様に刺し網等で漁獲されるが、市場に流通することは少ない。身は少ないが刺身や塩茹で等で食べられる。

## 近縁種
ゾウリエビ属 Parribacus はインド洋・太平洋の熱帯・亜熱帯域に数種類が分布する。
日本にはゾウリエビの他にもう1種 ミナミゾウリエビ（南草履海老） P. antarcticus (Lund, 1793) が分布するが、ゾウリエビとよく似ていて区別されないことが多い。こちらは日本沿岸のみならずインド洋・太平洋の熱帯域に広く分布する。
もともと日本沿岸産のゾウリエビは P. antarcticus 1種とされていたが、1960年に別種として分けられた P. japonicus に「ゾウリエビ」の和名が充てられ、従来の P. antarcticus の和名が「ミナミゾウリエビ」に改められた。このため古い文献では「ゾウリエビ P. antarcticus (Lund, 1793)」との記述が見られる。